# Cantonul Saint-Gervais-les-Bains
Cantonul Saint-Gervais-les-Bains este un canton din arondismentul Bonneville, departamentul Haute-Savoie, regiunea Rhône-Alpes, Franța.

## Comune
- Les Contamines-Montjoie
- Passy
- Saint-Gervais-les-Bains (reședință)